# مخزن نفتی

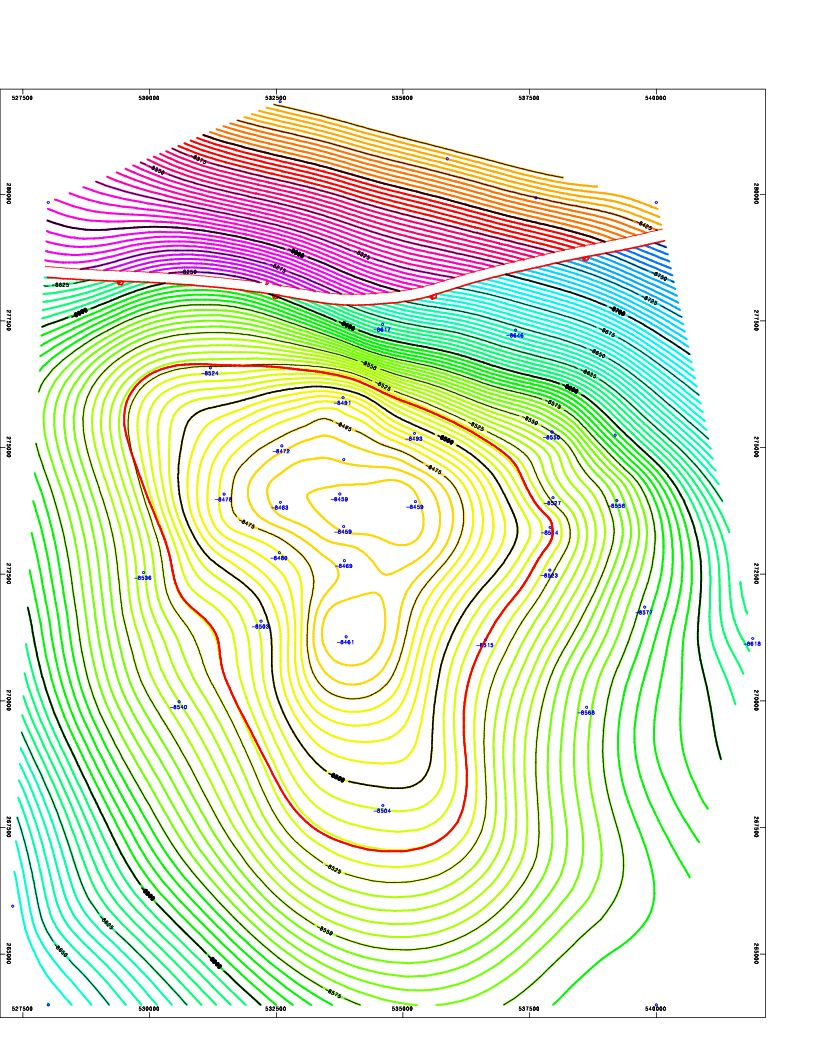
عکس از صفحه دستکتاپ متعلق به نرم‌افزار کنتور مپ مربوط به مخزن نفتی در عمق ۸۵۰۰ فوتی از سطح زمین منطقه ارت، لوئیزیانا

مخزن نفتی (به انگلیسی: Petroleum reservoir) یا مخزن نفت و گاز، یک استخر زیرسطحی از هیدروکربن‌های موجود در سازندهای متخلخل یا شکسته‌ است.
هیدروکربن‌ها، نیز همانند نفت خام یا گاز طبیعی، به‌طور طبیعی به وجود می‌آیند و به وسیلهٔ پوششی از صخره‌های نفوذناپذیر، احاطه می‌شوند. مخازن با استفاده از روش اکتشاف نفت و هیدروکربن یافت می‌شوند.

## سازند
نفت خام در تمامی مخازن نفتی که در پوسته زمین قرار دارند، یافت می‌شود، که از بقایای موجودات زنده تشکیل شده‌است. نفت خام، که به عنوان نفت شناخته می‌شود، به عنوان سوخت فسیلی مورد استفاده قرار می‌گیرد. شواهد نشان می‌دهد، که نفت خام و گاز طبیعی بر اثر میلیون‌ها سال گرما و فشار که به تغییر میکروسکوپی گیاهی و حیوانی می‌انجامد، به وجود می‌آیند.
علاوه بر آبزیان محیط زیست، که معمولاً در دریاها زندگی می‌کنند، هم‌چنین در رودخانه‌ها، دریاچه‌ها، صخره‌های مرجانی یا حصیر جلبکی نیز یافت می‌شوند، که برای تشکیل سازندهای مخزن نفت یا گاز نیز نیاز به یک حوضه رسوبی است، که تشکیل آن، نیازمند عبور از چهار مرحله‌است:
- دفن عمیق به وسیلهٔ شن، ماسه، گل و لای
- فشار و ذوب شدن
- حرکت هیدروکربن از منبع، به سنگ مخزن
- احاطه شدن و حبس، توسط سنگ‌های نفوذناپذیر

زمان‌بندی و ترتیب نیز، برای انجام هر مرحله، مهم است. به‌عنوان مثال، دره رودخانه اوهایو می‌توانست، برابر میزان نفت کل خاورمیانه در مخزن خود، نفت داشته باشد، اما به علت عدم احاطه شدن مخزن آن، هیدروکربن‌ها از مخزن خارج شده‌اند ...
از سوی دیگر، دریای شمال حاصل میلیون‌ها سال تغییرات سطح دریا بوده، که با زمان‌بندی مناسب و انجام هر ۴ مرحله، در نهایت، به تشکیل بیش از ۱۵۰ میدان نفتی منجر شده‌است.
بنابراین، این فرایند به صورت طبیعی اتفاق می‌افتد و عوامل محیطی مختلف، در آنها، منجر به ایجاد طیف گسترده‌ای از مخازن شده‌است. در هر نقطه از سطح زمین، در عمق ۹،۰۰۰ متری، می‌توان به انواع مخازن دست یافت، که بسته به شکل، اندازه و سن متفاوت می‌باشند.

## مهر و موم مخازن
مهر و موم، یک بخش اساسی از پروسه حبس شدن یا فرایند تله است، که مانع از حرکت هیدروکربن‌ها به سمت بالا می‌شود.
دو نوع مهر و موم درون مخازن وجود دارد، که این طبقه‌بندی بر پایه مکانیزم ترجیحی از نشت می‌باشد، که عبارتند از:
- مهر و موم هیدرولیک
- مهر و موم غشاء

### مهر و موم هیدرولیک
مهر و موم هیدرولیک، در سنگ ایجاد می‌شود، که به‌طور قابل توجهی به افزایش فشار جابجایی می‌انجامد، به‌طوری که فشار مورد نیاز، یک تنش برای شکستگی است، که در واقع پایین تر از فشار مورد نیاز برای جابجایی سیالات می‌باشد.

### مهر و موم غشاء
مهر و موم غشاء، در زمانی که فشار دیفرانسیل در سراسر مهر و موم (فشار جابجایی) بیش از آستانه باشد، نشت خواهد کرد. در اینصورت، مایعات از طریق فضاهای خالی در مهر و موم حرکت خواهد کرد.

## برآورد ذخایر
پس از کشف مخزن، در مرجله اول؛ یک مهندس نفت شروع به ساخت تصویر از انباشت منابع و سازندها می‌نماید. سپس در مرحله دوم به انجام یک بررسی لرزه‌ای برای تعیین اندازه تله پرداخته می‌شود. در بیشتر مواقع، همراه با داده‌های لرزه‌ای، ممکن است برآورد حجم مخزن نفت نیز قابل محاسبه باشد.
مرحله سوم حفاری چاه‌های اکتشافی است. چاه‌های اکتشافی، بمنظور ارزیابی مخازن، استفاده می‌شوند. همچنین برای تعیین محل تماس آب و نفت در مخزن نیز به کار گرفته می‌شود.
گام بعدی این است که برای استفاده از اطلاعات چاه‌های اکتشافی به منظور برآورد تخلخل سنگ، میزان تخلخل مخزن، یا درصد حجم کل که شامل مایعات از سنگ جامد، که معادل ۲۰٪ تا ۳۵٪ درصد است، می‌باشد.
با استفاده از چنین اطلاعاتی، ممکن است به جواب این سؤال؛ که چه مقدار بشکه نفت در مخزن قرار دارد، بینجامد. بررسی مکانیزم مخزن، ممکن است، برای برآورد عامل بازیابی بوده یا اینکه چه نسبتی از نفت درجای را می‌توان تولید نمود. باتوجه به میزان عامل بازیابی، معمولاً ۳۰٪ تا ۳۵٪ درصد از کل ذخایر یک مخزن، قابل بازیابی می‌باشد.
مشکل اساسی در مورد مخزن‌ها، این است که مخازن یکسان نیستند و از لحاظ میزان تخلخل، متغیر می‌باشند و ممکن است از نظر شکستگی‌ها و گسل‌های متفاوت، جریان سیالات در هر کدام، بسیار پیچیده گردد.
به همین دلیل، مدلسازی رایانه‌ای از مخازن انجام می‌گیرد. این نوع مدلسازی، به لحاظ اقتصادی نیز بسیار با دوام است.
برای ساخت یک مدل، زمین شناسان، مهندسان ژئو فیزیک و مهندسان مخزن با هم کار می‌کنند، که اجازه می‌دهد، تا شبیه سازی جریان مایعات در مخزن، منجر به بهبود میزان برآورد ذخایر گردد.

## تولید
برای محاسبه میزان ذخایر یک مخزن نفتی، معمولاً نیاز به حفاری یک یا چند چاه اکتشافی می‌باشد. هر چند ممکن است که در برخی از مخازن نقاط مختلف جهان، نفت به سطح زمین تراوش نماید، مانند: مخزن "لا بریا تار پیتز" واقع در کالیفرنیا یا تراوش‌های متعدد در مخازن ترینیداد.